# Minas del Sabinar
Las minas del Sabinar son un yacimiento de minas subterráneas español situado en la Sierra Pelada y en el Tossal Redó, que se extiende por los términos municipales de Muchamiel y San Vicente del Raspeig.
En sus yacimientos existen importantes reservas de ocre que se utilizaba principalmente como pigmento natural en diversas industrias como fabricación de material de pintura, materiales de construcción, industria cerámica o industria textil. En el caso de El Sabinar, la producción principal se destinó a las industrias de pinturas y cerámica.

## Toponimia
Las minas en España poseen un topónimo para describir un conjunto, sistema o cuenca minera, como ejemplos cercanos a las de El Sabinar existen las minas del Carmen de extracción de plomo situadas en los términos municipales de El Marchal de Antón López y Enix, o las minas de Serón de extracción de hierro situadas en Serón y Bacares, ambas en la provincia de Almería.
Al conjunto de minas de ocre situadas en los términos municipales de Muchamiel y San Vicente del Raspeig se le conoce como minas del Sabinar.  También aparecen referenciadas vulgarmente como minas de ocre del Sabinar, minas de ocre del Tossal Redó y El Sabinar, minas de ocre de Muchamiel y San Vicente del Raspeig, o simplemente minas de ocre, términos incorrectos, ya que minas del Sabinar recoge el concepto de divulgación general de todo el sistema de minas subterráneas de extracción de ocre de los siglos XIX y XX situado en las montañas de Muchamiel y San Vicente del Raspeig.
Las primeras referencias documentales que se tienen del topónimo El Sabinar en la provincia de Alicante datan de 1866 cuando Cipriano García Torregrosa adquiere mediante adjudicación como bien desamortizado por el Estado el monte Loma Sabinar (en referencia a sierra Pelada) que en 1883 sería comprado por el empresario Federico Ghiglione Brotons. Otra referencia documental sobre El Sabinar data de agosto de 1891 cuando el gobernador civil concede el expediente 748 de concesión pública de la explotación de ocre a Federico Ghiglione Brotons bajo el nombre El Sabinar, posteriormente se le concedieron más ampliaciones.

## Geografía
Las minas del Sabinar se localizan en el Tossal Redó y Boqueres, las dos partidas rurales norteñas de los municipios de Muchamiel y San Vicente del Raspeig, respectivamente.
Las minas situadas en el término municipal de Muchamiel se encuentran protegidas desde 1999 en microrreserva y desde 2022 en paraje natural municipal, ambos denominados Bec de l'Àguila. Las explotaciones mineras situadas en el término municipal de San Vicente del Raspeig no gozan de protección municipal por su ayuntamiento. A su vez, desde 2009 todas las explotaciones mineras se ubican dentro del espacio protegido superior al municipal, el de la ZEPA Monnegre de la Red Natura 2000.

## Historia
El uso del ocre en la provincia de Alicante se ha documentado mediante evidencias arqueológicas desde la Prehistoria. En el yacimiento de la Cova Beneito, ubicada en Muro de Alcoy, se han encontrado herramientas como plaquetas y percutores utilizados para machacar ocre, datados en el Paleolítico superior. Estos objetos se exhiben en el Museo Arqueológico de Alicante (MARQ).
Además, en la Cova de l'Or, situada en Beniarrés, se han hallado evidencias del uso de pigmentos naturales durante el Neolítico antiguo, alrededor del 5600 a. C. Estos hallazgos sugieren que las comunidades prehistóricas de la región utilizaban el ocre con fines simbólicos, artísticos o rituales.
Durante la Antigua Roma, las minas del Albir en Sierra Gelada tuvieron una explotación organizada sugiriendo la posibilidad de que el ocre se integrara en las redes de distribución de pigmentos y materiales de construcción utilizados en el Imperio Romano mediante rutas marítimas.
Pasados los siglos, el comercio del ocre vivió su eclosión en la provincia de Alicante entre finales del siglo XIX y principios del XX, con el conjunto de minas del Sabinar liderando la extracción de toneladas de ocre sobre el resto.
Durante 67 años (1878 a 1945) la industria ocrera alicantina mantuvo una notoria actividad, teniendo en funcionamiento varias fábricas de ocres molidos que se ubicaban en San Vicente del Raspeig, Villafranqueza y Alicante.
El ocre extraído en las minas del Sabinar gozó de reconocido prestigio por la alta pureza y estabilidad como pigmento, exportándose a Barcelona, Inglaterra y Alemania como rutas habituales. Especialmente el mercado británico era el que lideraba la demanda de ocre de El Sabinar, por su calidad y característico color tipo mostaza diferente a otros ocres rojizos como los de El Albir.
A partir de la década de 1930 la producción de ocre natural comenzó a disminuir desplazado en gran parte por pigmentos sintéticos, más económicos y con mayor gama cromática. La guerra civil española fue la puntilla definitiva a la industria que cesó cualquier actividad minera en El Sabinar en 1945.
En la provincia de Alicante, también se extrajo ocre en otras minas como en la sierra de Fontcalent (partida rural de Fontcalent), en la sierra del Cabezón de Oro (Busot) y en la sierra Gelada (tanto en su extremo de El Albir en Alfaz del Pi como en su extremo de Benidorm en la cala del Tío Ximo) o en sierra de Segaria (en Benimeli).

## Geología
La explotación del ocre, técnicamente es la extracción de los óxidos e hidróxidos de hierro, principalmente en forma de goethita y limonita que son los minerales de hierro más abundantes en estas minas.
Además, en el interior de estas minas encontramos calcita con cristalizaciones diversas de pequeño tamaño, y algunas muestras de aragonito tipo estalactiticos. En las minas del Sabinar, el geólogo Jiménez de Cisneros citó en sus investigaciones la presencia de celestina.

## Metodología

### Métodos de extracción
La técnica mayoritaria de extracción de ocre eran los explosivos. Los barrenos se colocaban en perforaciones realizadas a mano por mineros por lo que la extracción avanzaba a un ritmo lento. En las paredes de las minas todavía se visualiza perfectamente los tallados que realizaban los trabajadores con barrenado y marcas de piqueta. Los mineros aprovechaban siempre que podían las cuevas naturales ya existentes en Sierra Pelada.
En las minas del Sabinar se utilizó un sistema de huecos y pilares, la roca se volaba con dinamita y después se cavaba la tierra. Se seguía la veta del mineral y se profundizaba hasta agotarla. En algunos casos por derrumbes y voladuras había atrapamientos de mineros y se activaba un protocolo de liberación para la retirada de escombro al que acudían grupos de vecinos de San Vicente del Raspeig.
Sobre la materia prima extraída, el ocre, se dejaba secar en los pequeños bancales de la montaña mientras se removían continuamente para que secara mejor. Se transportaba a las fábricas de San Vicente del Raspeig, Alicante o Villafranqueza mediante carreta traccionada con burro.
Ya en fábrica, se limpiaba la materia prima. Una parte del ocre se molía, y el restante se comercializaba tal y como se extraía de la mina en forma de bloque o bola.

### Medios materiales
Entre el material que utilizaban los mineros se encontraban el capazo, pico, piqueta, pala, barreno, carburero, candil. Ellos mismos construían andamios en algunos puntos. El capataz era responsable de la dinamita y los detonadores.
Los medios materiales y aperos se guardaban en pequeñas casetas o en cuevas excavadas para ello en laderas de la montaña.  Para el transporte del ocre a las fábricas se utilizaban carros de tracción mediante un burro.

### Medios humanos
Gracias al catastro minero se conoce que en 1928 las explotaciones de La Justa y La Felicidad tuvieron una plantilla de 23 trabajadores (15 mineros en interior y 8 en exterior). En 1929 aparecen empleadas 25 personas en las explotaciones de La Felicidad y Grupo El Sabinar.
No se conoce el número exacto de trabajadores, ya que en el catastro minero no aparecen datos de las otras explotaciones existentes. Tampoco se tiene constancia de la procedencia y experiencia de los trabajadores. En otras zonas mineras similares en la Comunidad Valenciana se conoce que los agricultores a lo largo del año alternaban sus labores en el campo con las de la minas, incluso hay constancia de la llegada de mineros profesionales de otras provincias próximas La residencia de los trabajadores solía ser en San Vicente del Raspeig, con unas condiciones laborales muy precarias.

## Explotaciones mineras
Al conjunto de minas de ocre de Muchamiel y San Vicente del Raspeig se le conoce como Minas del Sabinar. El topónimo El Sabinar viene ligado al valle del Sabinar, un espacio natural que da nombre a todo el territorio abarcado entre las sierras de Caragols, Penyes Roges, Güendo, Llofriu y Pelada. Esta última, de manera habitual es denominada erróneamente como sierra del Sabinar, por el nombre de su cumbre más alta (469m) que además posee vértice geodésico del mismo nombre. Idéntica confusión que ocurre con la sierra de Llofriu habitualmente denominada por el nombre de su cumbre más alta, Bec de l'Àguila. Pese a que el Tossal Redó no pertenece a la sierra Pelada, sus explotaciones mineras también son parte del sistema de minas del Sabinar.
Pese a que a lo largo de toda la sierra Pelada y Tossal Redó abundan las bocaminas y pozos, cada punto perteneció a una explotación demarcada por un ingeniero de minas público y otorgada mediante concesión pública por el Gobernador civil con periodos de larga duración. 
| Explotación              | Año de concesión | Municipios donde se ubica                           |
| ------------------------ | ---------------- | --------------------------------------------------- |
| Fortuna                  | Antes de 1867    | Tossal Redó (Muchamiel)                             |
| Buscada                  | Antes de 1867    | Tossal Redó (Muchamiel)                             |
| La Justa                 | 1878             | Sierra Pelada (Muchamiel)                           |
| La Felicidad             | 1884             | Sierra Pelada (Muchamiel)                           |
| La Milagro               | 1891             | Sierra Pelada (San Vicente del Raspeig y Muchamiel) |
| El Sabinar I             | 1891             | Sierra Pelada (San Vicente del Raspeig y Muchamiel) |
| El Sabinar II            | 1891             | Sierra Pelada (San Vicente del Raspeig y Muchamiel) |
| Ampliación El Sabinar I  | 1894             | Sierra Pelada (San Vicente del Raspeig y Muchamiel) |
| Ampliación El Sabinar II | 1894             | Sierra Pelada (San Vicente del Raspeig y Muchamiel) |
| La Zarza                 | 1906             | Tossal Redó (Muchamiel)                             |
| La Constancia            | Desconocido      | Muchamiel                                           |
| Matilde                  | Desconocido      | Muchamiel                                           |

### La Justa
Una de las primeras concesiones para la explotación en las minas del Sabinar se denomina La Justa, y fue otorgada por el Gobernador civil de Alicante el 29 de marzo de 1878, tras ser demarcada por el ingeniero jefe de minas José Vilanova y Piera. Su propietario fue el empresario Nicolás Sánchez Gómez, que por fallecimiento fue legada en 1888 a su esposa Rita Morote García y que ésta vendió en 1908 a su hijo Vicente Sánchez Morote y a Juan Asensi Sánchez. Todos ellos vecinos de Villafranqueza. La mina fue explotada posteriormente por la sociedad Asensi, Pérez y Lillo S.L., propiedad de Juan Asensi, que tenía fábricas en San Vicente del Raspeig y Villafranqueza.
La mina de La Justa cruza la sierra Pelada de lado a lado desde el barranco dels Cocons hasta el lado del Tossal Redó mediante un sistema de galerías, túneles y pozos que recuerda a un hormiguero. En 1926 logró su pico de producción conjunta con la mina La Felicidad fue de más de 3.600 toneladas, según el catastro minero del Instituto Geológico y Minero de España.

### Otras explotaciones
Otras explotaciones de las minas del Sabinar son Felicidad, El Sabinar, El Sabinar II, etc.

## Accidentes
Por el año 1900, en una cueva natural existente en sierra Pelada a la que se podía acceder por una pequeña sima, cuando los mineros se adentraron para realizar trabajos de extracción, encontraron el cadáver de un varón vestido y que portaba un arma de fuego de tipo carabina. Según fuentes de la época, el varón llevaba alrededor de 20 años en paradero desconocido y se desconocen aún las causas del fallecimiento en dicho lugar.
Pese a la peligrosidad de los pozos o respiraderos con más de 40 metros de caída libre en algunos casos, no se han encontrado otros accidentes o catástrofes relacionadas con las Minas del Sabinar.[cita requerida]

## Situación actual
El estado de conservación y señalización de las minas es deficiente, y los expertos han instado a su puesta en valor y la toma de medidas por parte de las Administraciones públicas para su protección y evitar la peligrosidad. Las minas se encuentran tal y como las abandonaron los operadores a mitad del siglo XX. Llama la atención la virginidad de las mismas, sin grafitis ni vandalismos, debido a que son zonas alejadas de la ciudad donde acuden personas senderistas, corredores de trail, ciclistas de montaña o y aficionados a la espeleología.
Las minas del Sabinar han pasado a ser un atractivo de espeleoturismo dentro del turismo natural que genera el sitio donde se ubican como el valle del Sabinar, Monnegre, las elevaciones montañosas como el Tossal Redó, sierra Pelada, sierra de Llofriu, o la rambla de Orgegia o el barranc dels Cocons afluente de la rambla del Juncaret.
Desde el punto de vista turístico, la gestión político-administrativa de las minas no ha sido abordada de manera decidida. El Ayuntamiento de Muchamiel ha señalizado las diferentes minas de su término municipal, instalando barreras protectoras y avisando del riesgo que conlleva adentrarse en ellas. El Ayuntamiento de San Vicente del Raspeig no ha realizado ni cercados protectores ni cartelería informativa en las bocaminas que forman parte de su término municipal, sin embargo posiciona las minas como atractivo turístico del municipio en sus folletos y rutas.
Desde el punto de vista de la fauna, las minas se han convertido en hábitat de murciélagos, y desde el punto de vista mineralógico se pueden divisar numerosos minerales y el ocre todavía fresco en sus galerías.